# Luis Carlos Padilla
Luis Carlos Padilla Villalba (17 de junio de 1967) es un político venezolano y actual diputado a la Asamblea Nacional por el estado Anzoátegui.

## Carrera
Padilla se ha desempeñado como representante de la Empresa Constructora Lujosa Oriente C.A. Fue elegido como diputado a la Asamblea Nacional para el periodo 2000-2005 por el partido Acción Democrática, donde ejerció como vicepresidente de la Comisión Permanente de Energía y Minas del Parlamento entre 2002 y 2005. A finales de 2011 fue coordinador regional en Anzoátegui del comando de campaña presidencial del candidato gobernador del estado Zulia, Pablo Pérez.
Padilla fue elegido nuevamente como diputado a la Asamblea Nacional por la coalición de la Mesa de la Unidad Democrática para el periodo 2015-2020. Actualmente es integrante de la Comisión Permanente de Energía y Petróleo.